# Joseph Boussinesq
Joseph Valentin Boussinesq (n. 13 martie 1842 la Saint-André-de-Sangonis, Hérault - d. 19 februarie 1929 la Paris) a fost un matematician și fizician francez, care a adus o serie de contribuții în domenii ca: hidrodinamică, teoria vibrațiilor, lumina și căldura.
A fost profesor universitar la École centrale de Lille di Universitatea din Lille (1872), apoi la Sorbona.
În 1886 a devenit fost membru al Academiei Franceze.

## Scrieri
- 1877: Éssai sur la théorie des eaux courantes
- 1876: Éssai sur l'équilibre des massifs pulverisants
- 1897: Théorie de l'écoulement tourbillonnant et tumultueux des liquides dans les lits rectilignes à grandes section.

1. 1 2  MacTutor History of Mathematics archive, accesat în 22 august 2017
2. 1 2 3  Autoritatea BnF, accesat în 10 octombrie 2015
3. ↑  Valentin Joseph Boussineq, Baza de date Léonore, accesat în 9 octombrie 2017
4. 1 2  Joseph Valentin Boussinesq, SNAC, accesat în 9 octombrie 2017
5. 1 2  Valentin Joseph Boussinesq, www.accademiadellescienze.it, accesat în 1 decembrie 2020
6. 1 2  www.accademiadellescienze.it, accesat în 1 decembrie 2020
7. ↑   http://www-history.mcs.st-and.ac.uk/Biographies/Boussinesq.html Lipsește sau este vid: |title= (ajutor)
8. ↑   http://www-history.mcs.st-andrews.ac.uk/Biographies/Boussinesq.html Lipsește sau este vid: |title= (ajutor)
9. ↑  Буссинеск Жозеф Валантен, Marea Enciclopedie Sovietică (1969–1978)[*]
10. ↑  Буссинеск Жозеф Валантен, Marea Enciclopedie Sovietică (1969–1978)[*]
11. ↑   https://books.google.fr/books?id=bENTBQAAQBAJ&pg=PA297&lpg=PA297&dq=Boussinesq+Ecole+centrale+de+Lille&source=bl&ots=SvHzWW3XL7&sig=ACfU3U3awCeh7kCgi0ggnu99glqIQ7koKw&hl=fr&sa=X&ved=2ahUKEwjz5JaWgaj2AhUPLBoKHRuGB9M4ChDoAXoECAgQAw#v=onepage&q=Boussinesq%20Ecole%20centrale%20de%20Lille&f=false Lipsește sau este vid: |title= (ajutor)
12. ↑   https://asap.univ-lille.fr/ASAP/ASAP_histoire/serviteurs/boussinesq.php#top1 Lipsește sau este vid: |title= (ajutor)
13. 1 2  Baza de date Léonore
14. ↑  Comptes rendus de l'Académie des Sciences